# عبد الرزاق أفيلال
عبد الرزاق أفيلال العلمي الإدريسي (1923 - 25 أكتوبر 2020) نقابي مغربي، من مؤسّسي نقابة الاتحاد العام للشغالين بالمغرب التابعة لحزب الاستقلال في 20 مارس 1960.

## مسيرته
في عام 1948، انضم أفيلال إلى الكنفدرالية العامة للشغل (CGT)، وكان المغرب آنذاك تحت الحماية الفرنسية. تم نفيه من عام 1949 إلى عام 1950 في منطقة الصحراء لأنه كان مُدافعا عن حقوق المعلمين.
في  20 مارس 1960، كان أفيلال من بين مؤسسي نقابة الاتحاد العام للشغالين بالمغرب رُفقة كل من: هاشم أمين ومحمد الدويري ومحمد الخليفة.
في عام 1964، أصبح أمينًا عامًا للاتحاد العام للشغالين بالمغرب، ليحل محل هاشم أمين.
في عام 1965، أصبح عضوا مؤسسا في الاتحاد الوطني لطلبة المغرب (UNEM) والرابطة المغربية لحقوق الإنسان. وكذلك عضو في الكونفدرالية الدولية للشغل.
من 1977 إلى 1983، انتخُب في البرلمان المغربي حيث أصبح منذ 1981 رئيسًا للمجموعة البرلمانية لحزب الاستقلال.
من عام 1977 إلى عام 1992، رئيس مقاطعة عين السبع، وكذلك في سنتي 1997 و2002.
في عام 1990، أصبح عضواً في المجلس الوطني لحقوق الإنسان (CCDH).
في 12 يونيو 2009، انتُخب في الانتخابات البلدية 2009.

## وفاته
توفي عبد الرزاق أفيلال في يوم الأحد 25 أكتوبر 2020م، الموافق 8 ربيع الأول 1442هـ، بعد معاناة مع المرض عن عمر ناهز 97 عامًا.